# Tatiana Ortiz
Tatiana Ortiz Galicia (ur. 12 stycznia 1984 w mieście Meksyk) – meksykańska skoczkini do wody, brązowa medalistka igrzysk olimpijskich w Pekinie. 
Brązowy medal igrzysk olimpijskich zdobyła w konkurencji wieża 10 m par synchronicznie (jej partnerką była Paola Espinosa). Indywidualnie zajęła w tej konkurencji piąte miejsce. Zdobyła dwa medale igrzysk panamerykańskich w skokach z wieży: w 2007 w skokach synchronicznych (ponownie wspólnie z Espinosą), a w 2011 w rywalizacji indywidualnej. Była również medalistką uniwersjady, w 2007 zdobyła złoto w skokach synchronicznych zarówno z wieży, jak i trampoliny. W 2011 była druga w skokach synchronicznych z wieży.